# Ministerio de Planificación Federal, Inversión Pública y Servicios
El Ministerio de Planificación Federal, Inversión Pública y Servicios (MINPLAN) de Argentina fue una cartera de la Administración Pública Nacional, dependiente del Poder Ejecutivo Nacional, con competencias variadas. Estuvo activo entre 2003 y 2015. Su único titular durante toda su existencia fue Julio de Vido.

## Historia
Fue creado por imperio del Decreto 1283/2003 del Poder Ejecutivo Nacional, publicado en el Boletín Oficial el 27 de mayo de 2003. Dicho decreto reformó la Ley de Ministerios redistribuyendo las competencias del Ministerio de Economía e Infraestructura. Como consecuencia, se sustituyó la denominación del Ministerio de la Producción por «Ministerio de Planificación Federal, Inversión Pública y Servicios». Al mismo tiempo, se designó al arquitecto Julio de Vido en la titularidad de la nueva cartera.
El 11 de diciembre de 2015, se hizo efectiva la creación del Ministerio de Energía y Minería, que sustrajo las secretarías de Energía y Minería del MINPLAN. Simultáneamente, se transfirieron la gestión de las obra públicas y vivienda al nuevo Ministerio del Interior, Obras Públicas y Vivienda.

## Organización
La que sigue es la organización del MINPLAN, aprobada el 28 de mayo de 2003:
- Ministerio de Planificación Federal, Inversión Pública y Servicios
  - Subsecretaría de Coordinación y Control de Gestión
  - Subsecretaría Legal
  - Subsecretaría de Planificación Territorial de la Inversión Pública[n. 1]
- Secretaría de Obras Públicas
  - Subsecretaría de Obras Públicas
  - Subsecretaría de Recursos Hídricos
  - Subsecretaría de Desarrollo Urbano y Vivienda
- Secretaría de Minería
- Secretaria de Energía.
  - Subsecretaría de Energía Eléctrica
  - Subsecretaría de Combustibles
- Secretaría de Comunicaciones
- Secretaría de Transporte
  - Subsecretaría de Puertos y Vías Navegables
  - Subsecretaría de Transporte Ferroviario
  - Subsecretaría de Transporte Automotor
  - Subsecretaría de Transporte Aerocomercia

## Organismos dependientes
En junio de 2004 el presidente Néstor Kirchner creó Correo Oficial de la República Argentina S. A., en el ámbito de la Secretaría de Comunicaciones, después del fin de la concesión otorgada a Correo Argentino S. A.
A través de la ley n.º 26 221, sancionada el 13 de febrero de 2007 y promulgada el 28 del mismo mes y año (y publicada el 2 de marzo), se creó en el ámbito del ministerio el Ente Regulador de Agua y Saneamiento.
El 15 de marzo de 2007, por decreto n.º 239 del presidente Néstor Kirchner, se creó la Administración Nacional de Aviación Civil, dependiente del Ministerio de Planificación Federal a través de la Secretaría de Transporte.
Durante la expropiación de las empresas Aerolíneas Argentinas y Austral Líneas Aéreas, el 30 de diciembre de 2008 la presidenta Cristina Fernández de Kirchner dictó el decreto n.º 2347 y designó como «organismo expropiador» al Ministerio de Planificación Federal. Asimismo, creó en el ámbito del ministerio la Secretaría de Transporte.